# Debreve, Nosivka
Debreve (în ucraineană Дебреве) este un sat în orașul raional Nosivka din regiunea Cernihiv, Ucraina.

## Demografie
Componența lingvistică a localității Debreve
     Ucraineană (95,24%)
     Rusă (4,76%)
Conform recensământului din 2001, majoritatea populației localității Debreve era vorbitoare de ucraineană (95,24%), existând în minoritate și vorbitori de rusă (4,76%).